# Synalpheus brevifrons
Synalpheus brevifrons är en kräftdjursart. Synalpheus brevifrons ingår i släktet Synalpheus och familjen Alpheidae. Inga underarter finns listade i Catalogue of Life.